# Praecitrullus
Praecitrullus es un género con una especies de plantas con flores perteneciente a la familia Cucurbitaceae. 

## Especies seleccionadas
| - Praecitrullus fistulosus (Stocks) Pangalo |